# Tard-Venus
I Tard-Venus costituivano una compagnia di ventura che si formò in Francia dopo il trattato di Brétigny dell'8 maggio 1360.
Essa si componeva di mercenari licenziati e di vagabondi di tutt'Europa.
I Tard-Venus devastarono numerose province, che, per evitare la rovina totale, furono obbligate a pagare un riscatto come contributo di guerra. Agli ordini di Petit Meschin e di Seguin de Badefol, essi infierirono sulla Borgogna e sulla Linguadoca.
Il 6 aprile 1362, a Brignais, sconfissero l'armata del re di Francia Giovanni II, comandata dal conte de la Marche Giacomo I, che perì in battaglia con il figlio Pietro.
Essi conquistarono Pont-Saint-Esprit e fecero tremare Urbano V in Avignone. Infine Giovanni II del Monferrato, grazie a 60.000 fiorini d'oro che gli diede il papa, acconsentì ad assumere al suo soldo una gran parte di questi briganti e li sottopose a disciplina.

## Fonti
- (FR)  Marie-Nicolas Bouillet e Alexis Chassang (dir.), Tard-Venus in: Dictionnaire universel d'histoire et de géographie, 1878